# Oliver Collignon
Oliver Collignon (* 1. Januar 1957 in München) ist ein deutscher Architekt, Unternehmer und ehemaliger Schauspieler.

## Wirken
Oliver Collignon wirkte als Jugendlicher an einigen Filmproduktionen mit. Unter anderem hatte er eine Rolle in dem Film-Musical Cabaret unter der Regie von Bob Fosse (1972). In Deutschland erlangte er eine gewisse Bekanntheit durch seine Auftritte in der Vorabend-Fernsehserie Autoverleih Pistulla des NDR. Ab 1977 widmete er sich in Berlin, Stuttgart und Chicago dem Studium der Architektur. Seit 1985 ist er als Unternehmer und Architekt in London, Berlin und München tätig.

## Filmografie
- 1972: Cabaret
- 1974: Autoverleih Pistulla (Fernsehserie, 13 Folgen)
- 1975: Verbrechen nach Schulschluß
- 1975: Monika und die Sechzehnjährigen

## Bauwerke
- 1990er Jahre: Wohnhaus Priesterberg 10, Berlin-Frohnau (mit Florian Fischötter)[2]
- 2002–2003: Bürogebäude City Light House Kantstraße, Joachimsthaler Straße, Berlin-Charlottenburg (mit Florian Fischötter)[3]
- U-Bahnhof Rotes Rathaus[4]